# John Absolon
John Absolon, född 1815 i London, död där 5 maj 1895, var en engelsk konstnär.
Han studerade i London och sedan i Paris. Han ägnade sig mest åt akvarellmåleri. Bland hans arbeten på detta område kan nämnas: Metare (1845), Första natten i klostret, Dopscen (1856) och Guldsmedsverkstad (1860). Absolon utförde även landskap från Schweiz och Italien.